# Erik (el fantasma de la ópera)
Erik (también conocido como el fantasma de la ópera, comúnmente referido como el fantasma) es el personaje principal de la novela de 1910 de Gaston Leroux Le Fantôme de l'Opéra (El fantasma de la ópera). El personaje ha sido adaptado a medios alternativos varias veces, como en la adaptación de 1925 protagonizada por Lon Chaney, en la adaptación de 1943 protagonizado por Claude Rains o en el musical de 1986 de Andrew Lloyd Webber.